# Télencéphale
 (novembre 2023).
Si vous disposez d'ouvrages ou d'articles de référence ou si vous connaissez des sites web de qualité traitant du thème abordé ici, merci de compléter l'article en donnant les références utiles à sa vérifiabilité et en les liant à la section « Notes et références ».
Le télencéphale désigne, en neuroanatomie des chordés, l'ensemble constitué par les hémisphères cérébraux (cortex cérébral, substance blanche et structures sous-corticales) et des structures associées. Chez l'humain, il pèse entre 1 200  et   2 000 g, ce qui en fait la structure la plus développée de son encéphale. Il se compose de deux hémisphères reliés par des ponts de substances blanches appelés commissures inter-hémisphériques, tel le corps calleux.
Le télencéphale apparaît au stade à 5 vésicules du neurodéveloppement embryonnaire, lorsque le prosencéphale se divise en deux, la partie rostrale formant le télencéphale et la partie caudale donnant le diencéphale. 
Sur le plan phylogénétique, il s'agit de la structure nerveuse la plus récente et elle se trouve particulièrement développée chez les mammifères et en particulier les primates dont l'humain.

## Vésicules de l'encéphale
1. Télencéphale
2. Diencéphale
3. Mésencéphale
4. Métencéphale
5. Myélencéphale

|                | Divisions embryologiques | Divisions embryologiques | Divisions embryologiques | Divisions anatomiques  | Divisions anatomiques |
| Encéphale      | Prosencéphale            | Télencéphale             | Télencéphale             | Télencéphale           | Cerveau antérieur     |
| Encéphale      | Prosencéphale            | Diencéphale              |                          |                        | Cerveau antérieur     |
| Encéphale      | Mésencéphale             | Mésencéphale             | Mésencéphale             | Mésencéphale           | Tronc cérébral        |
| Encéphale      | Rhombencéphale           | Métencéphale             | Protubérance annulaire   | Protubérance annulaire | Tronc cérébral        |
| Encéphale      | Rhombencéphale           | Métencéphale             | Cervelet                 | Cervelet               | Cervelet              |
| Encéphale      | Rhombencéphale           | Myélencéphale            | Moelle allongée          | Moelle allongée        | Tronc cérébral        |
| Moelle spinale | Moelle spinale           | Moelle spinale           | Moelle spinale           | Moelle spinale         | Moelle spinale        |